# Aethecerus meridionator
Aethecerus meridionator är en stekelart som beskrevs av Aubert 1960. Aethecerus meridionator ingår i släktet Aethecerus och familjen brokparasitsteklar. Inga underarter finns listade i Catalogue of Life.